# Неи Епиватес
Неи Епиватес (на гръцки: Νέοι Επιβάτες, катаревуса Νέοι Επιβάται, Неи Епивате) е градче в Гърция, дем Солунски залив, област Централна Македония с 4070 жители (2001). В църковно отношение принадлежи на Неакринийска и Каламарийска епархия.

## География
Градът е разположен на Халкидическия полуостров, на вдадения в Солунския залив нос Карабурун.

## История
В османско време на мястото на Неи Епиватес има малък турски чифлик, наречен Бахче чифлик. В 1900 година според Васил Кънчов („Македония. Етнография и статистика“) в Бахчели живеят 40 турци. В 1913 година след Междусъюзническата война областта попада в Гърция.
Неи Епиватес е основан от гърци бежанци от източнотракийския град Епиват, днес Селимпаша, Турция, през 1923 година. Името на градчето означава Нов Епиват. В 1928 година Неи Епивате е бежанско селище със 156 бежански семейства и 656 жители бежанци.
Футболният клуб на града се казва ПАОНЕ.

## Личности
Родени в Неи Епиватес
- Анелос Анастасиадис (р. 1953), гръцки футболист